# Sunrise Manor
Sunrise Manor – miejscowość spisowa (unincorporated town, czyli miasto niemunicypalne) w hrabstwie Clark, w stanie Nevada, na wschód od Las Vegas. Ponieważ nie ma praw miejskich, zarządzane jest przez hrabstwo Clark.
Jest to trzecia pod względem liczby ludności miejscowość spisowa w Stanach Zjednoczonych (po Honolulu i Paradise). Według danych ze spisu powszechnego jej populacja wynosiła w 2010 roku ponad 189 000 osób.

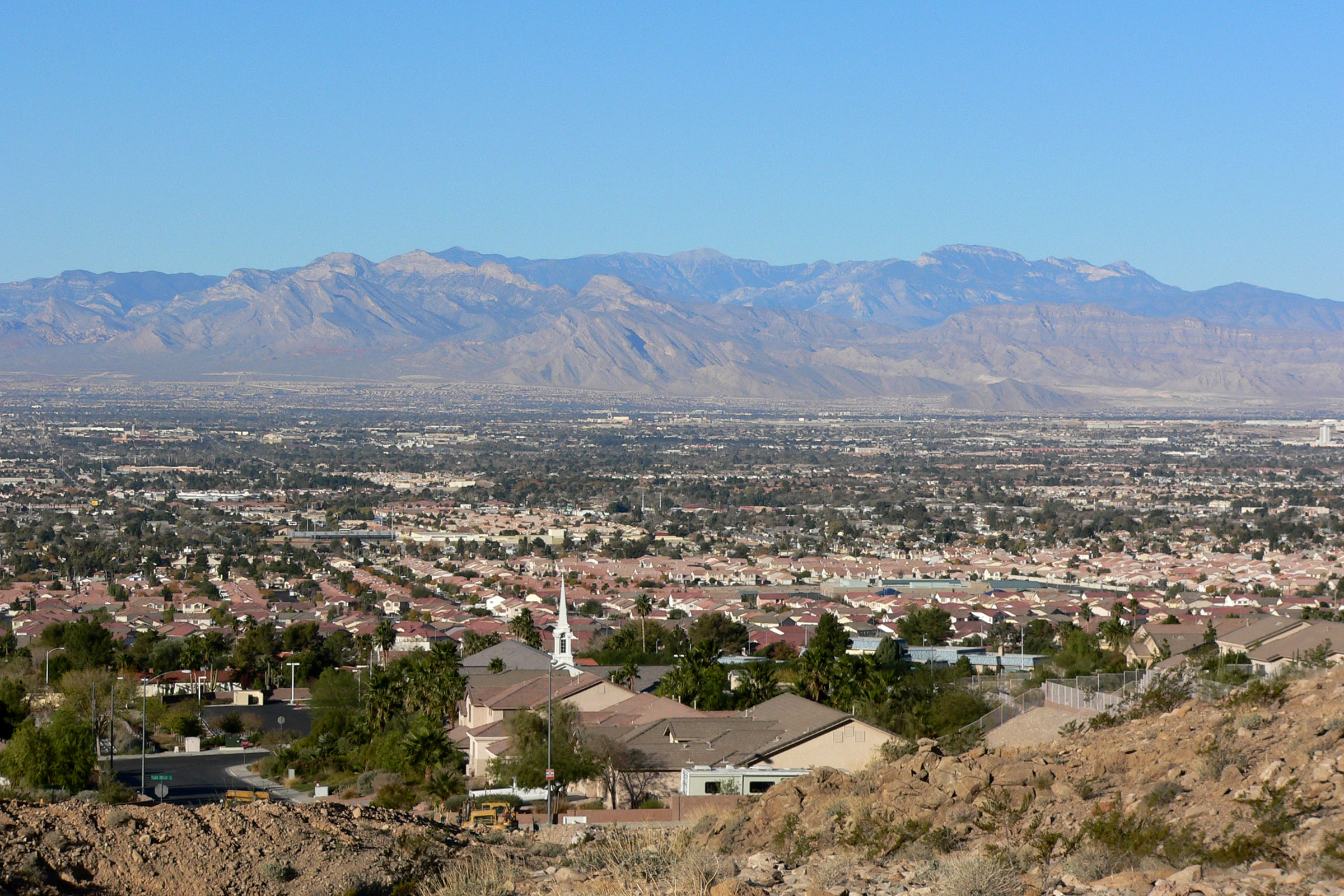
Sunrise Manor widziane z Frenchman Mountain

Sunrise Manor znajduje się tuż obok Frenchman Mountain.

## Demografia
Według spisu powszechnego z 2000 roku Sunrise Manor zamieszkiwało 156 120 osób oraz było 53 745 gospodarstw domowych i 38 535 rodzin. Gęstość zaludnienia wynosiła 4082 osób/km².
Charakterystyka rasowa w wyżej wymienionym roku była następująca: 63,47% biali, 27,02% Hiszpanie lub Latynosi, 12,89% Afroamerykanie, 0,98% Indianie, 6,41% Azjaci, 0,46% przybysze z wysp Pacyfiku, 10,13% inne rasy, zaś 4,67% reprezentowało co najmniej dwie rasy.
Z 53 745 gospodarstw domowych 37,9% zamieszkiwały dzieci poniżej 18 roku życia, 49,3% stanowiły małżeństwa mieszkające razem, 15,6% prowadzone były wyłącznie przez kobiety (bez obecnego męża), a 28,3% stanowiły nierodziny. 20,3% ze wszystkich gospodarstw domowych zamieszkiwały osoby indywidualne, natomiast 6% zamieszkiwały osoby samotne powyżej 65 roku życia. Średnia wielkość gospodarstwa domowego wynosiła 2,88, a średnia wielkość rodziny 3,32.
Populacja Sunrise Manor składała się w 29,7% z osób w wieku poniżej 18 lat, w 9,8% z osób w wieku 18–24, w 31,3% z osób w wieku 25–44, w 20% z osób w wieku 45–64, a także w 9,2% z osób w wieku co najmniej 65 lat. Średni wiek wynosił 32 lata. Na 100 kobiet przypadało 99,4 mężczyzn.
Średni dochód jednego gospodarstwa domowego w Sunrise Manor wynosił 41 066 dolarów, natomiast średni dochód przypadający na jedną rodzinę równy był 44 339 dolarów.  Mężczyźni generowali średni dochód w wysokości 31 175 dolarów, zaś kobiety 24 605 dolarów. Dochód per capita równał się 16 659 dolarów. Około 10,4% rodzin oraz 12,8% całej populacji miasta żyło poniżej relatywnej granicy ubóstwa; 17% osób z tej grupy osób nie ukończyło 18 roku życia, natomiast 7% miało co najmniej 65 lat.
| Zmiany liczby ludności | Zmiany liczby ludności | Zmiany liczby ludności |
| Rok                    | Populacja              | Zmiana procentowa      |
| ---------------------- | ---------------------- | ---------------------- |
| 1970                   | 10 886                 | —                      |
| 1980                   | 44 155                 | 305,6%                 |
| 1990                   | 95 362                 | 116%                   |
| 2000                   | 156 120                | 63,7%                  |
| 2010                   | 189 372                | 21,3%                  |